# Tempel der Holländisch-Deutschen Kongregation

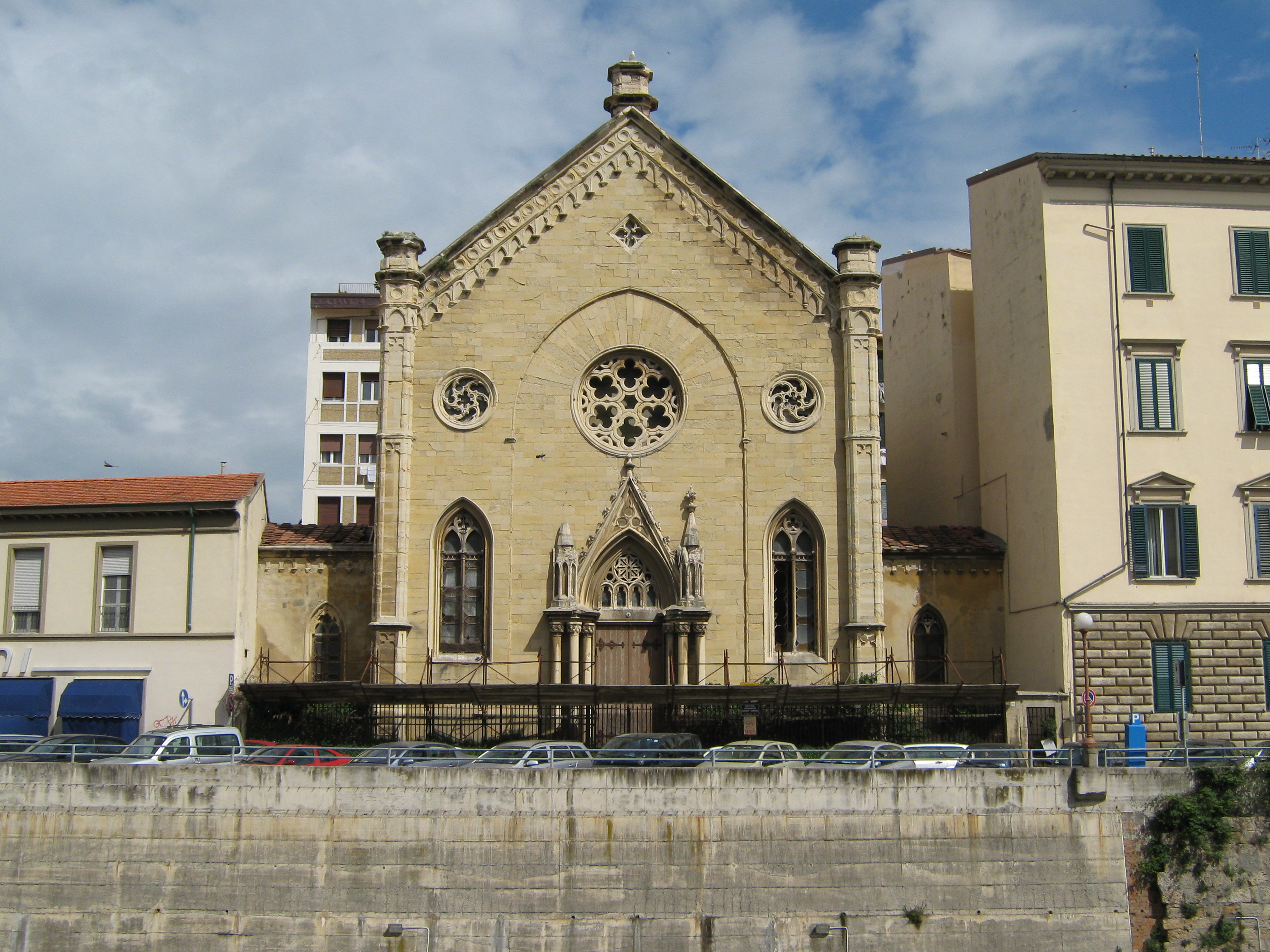
Tempel der Holländisch-Deutschen Kongregation

Der Tempel der Holländisch-Deutschen Kongregation (italienisch Congregazione Olandese-Alemanna), allgemein bekannter als die Holländische Kirche, befindet sich in Livorno am Fosso Reale in dessen Abschnitt zwischen Piazza della Repubblica und Piazza Cavour.
Es handelt sich um eine Stätte für den protestantischen Gottesdienst, Kirchengemeinde der evangelischen, deutsch-, niederländisch- und französischsprachigen Ausländer in Livorno mit lutherischem, reformiertem oder calvinistischem Bekenntnis, und ein Zeugnis des frühen interkulturellen Klimas in der Stadt Livorno. Jedoch ist die Kirche seit der zweiten Hälfte des 20. Jahrhunderts für die Allgemeinheit geschlossen und im Grunde aufgegeben, da wichtige Arbeiten zur Wiederherstellung erforderlich wären.
Die Gefahr, dass dieses Bauwerk mit schlimmen Folgen einstürzt, wurde bereits 2005 durch den Vizepräsidenten des Konsistoriums, Ennio Weatherford, betont.

## Geschichte

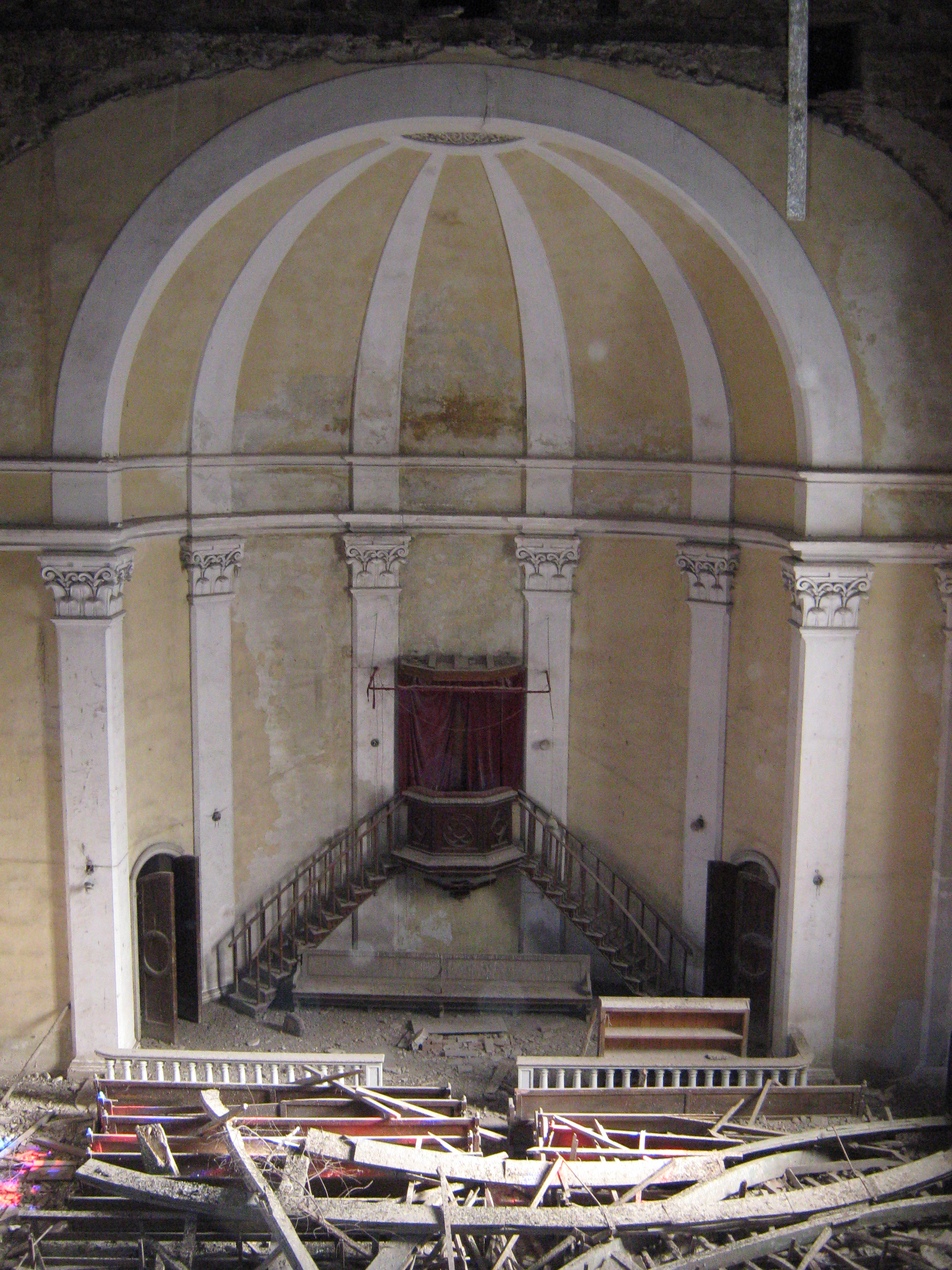
Innenansicht mit Blick in die Apsis

Die Anwesenheit von Flamen und Deutschen in Livorno seit der Entstehung der Stadt ist nachgewiesen, als Anfang des 17. Jahrhunderts die Holländisch-Deutsche Kongregation gegründet wurde. Diese Vereinigung besteht heute noch, wenn auch die eigenen Tätigkeiten erst nach der Wiedergründung im Jahr 1997 wieder aufgenommen wurden.
Diese Gemeinde war anfangs katholisch und besaß einen Altar in der Chiesa della Madonna, zusammen mit denen anderer Nationen. In der Folge überwog der calvinistisch–reformierte Anteil, und neue Räume für die Bestattung der eigenen Verstorbenen und für die Gottesdienste wurden erforderlich. Letztere fanden dann in einem Saal in der Via del Consigli statt.
Nach der Einigung Italiens wurde ein Wettbewerb für den Entwurf eines wirklichen und eigenen Tempels ausgeschrieben, an dem auch Giuseppe Cappellini teilnahm. Ausgewählt wurde jedoch der Entwurf von Dario Giacomelli. Die Bauarbeiten begannen 1862 und endeten 1864. Wenige Jahre später verursachte eine wirtschaftliche Krise durch die Aufhebung des Freihafens den Niedergang der Kongregation. Sie zögerte aber nicht, die Kirche mit einer bemerkenswerten Orgel der Firma Agati-Tronci, Pistoia auszustatten, die als ohnegleichen in der Toskana galt.
Das Gebäude überstand die Bombardierungen im Zweiten Weltkrieg, wurde aber der Orgel beraubt. In der Nachkriegszeit wurde es wegen der sehr guten Akustik für zahlreiche Konzerte genutzt und am Ende der 1960er Jahre für fünf Jahre an die christliche Freikirche der Siebenten-Tags-Adventisten vermietet.
Der Tod der letzten Mitglieder der Kongregation in der zweiten Hälfte des 20. Jahrhunderts brachte den Tempel in einen langsamen und nicht aufzuhaltenden Verfall. Auf dem Grundstück hinter der Apsis, auf dem früher die Schule der Gemeinde mit der Wohnung des Pastors stand, wurde sogar die Errichtung eines unpassenden Wohnblocks genehmigt. Gleichzeitig löste sich der ornamentale Schmuck gefährlich, beginnend mit den eleganten Fialen über der Fassade.
Zu Beginn des neuen Jahrtausends wurden mit der Wiedergründung der Kongregation als Eigentümerin der Kirche einige Reparaturen an der Dacheindeckung und den Fenstern ausgeführt, die jedoch für die Bausubstanz keine besonderen Verbesserungen brachten. Heute ist die Decke teilweise eingestürzt und die Trümmer haben die alten hölzernen Kirchenbänke (viele aus dem 19. Jahrhundert) verschüttet. Der hölzerne Fußboden ist an verschiedenen Stellen durchlöchert und viele Steinteile haben sich von der Fassade gelöst.
Im Übrigen werden die schweren Beschädigungen des Gesamtbauwerkes durch die fehlende Instandsetzung des davorliegenden Dammes zum Fosso Reale verschärft, der am Ende des 20. Jahrhunderts einstürzte und bis heute in Sichtbeton belassen wurde.

## Architektur

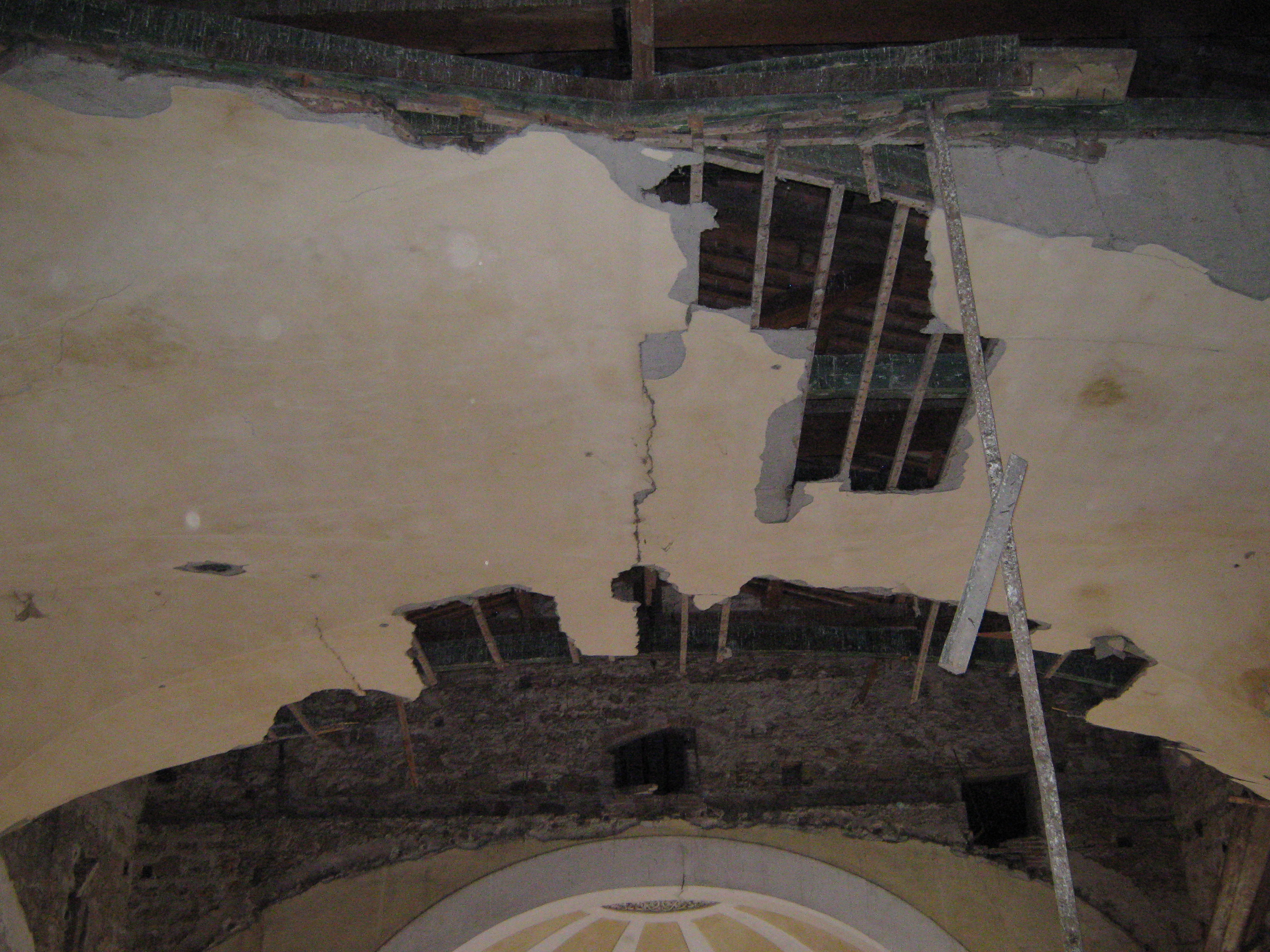
Decke des Kirchenschiffs

Der Tempel der Holländisch-Deutschen Kongregation ist ein schlanker neugotischer Bau, eines der wenigen in Livorno vorhandenen Werke dieses Baustils des 19. Jahrhunderts und sicherlich das größte und charakteristischste. Die Fassade, die in Gefahr steht einzustürzen, zeigt drei Rosetten mit ausgeprägter Geometrie. Die mittlere, über dem Eingang angeordnet, ist blütenförmig und wird von zwei Rosetten mit Flammen-Motiven flankiert.
Das Innere ist ein weiter, rechteckiger Saal, der mit einer Empore über der Vorhalle beginnt und mit einer großen, halbkreisförmigen Apsis schließt. Hier verband Giacomelli Elemente der Gotik mit denen des Klassizismus. Man kann feststellen, wie entlang des Kirchenschiffes klassizistische Lisenen
abwechseln, über die sich Spitzbögen öffnen, die wiederum die spitzbogigen Fenster umrahmen.